# Sulla mia strada (Massimo Di Cataldo)
Sulla mia strada è il sesto album in studio del cantautore italiano Massimo Di Cataldo, pubblicato nel 2005.

## Descrizione
L'album contiene 11 inediti, tra cui Scusa se ti chiamo amore, primo singolo estratto, e una cover della canzone Il nostro caro angelo di Lucio Battisti. Sono da segnalare anche i brani Amami, scritto insieme a Daniele Ronda, e Mai più distanti, versione italiana di Now That You Love Me di Michelle Lewis realizzata da Vincenzo Incenzo, già collaboratore di Di Cataldo nei suoi primi dischi. La canzone La via, bossanova ispirata a un racconto di Paulo Coelho, è anche la cover di Show Me the Way di Mel C.

## Tracce
1. Scusa se ti chiamo amore – 4:20
2. Ogni giorno sarà – 3:35
3. Caterina – 3:32
4. Amami – 3:37
5. Il nostro caro angelo – 4:06
6. Mai più distanti – 3:26
7. Fragile – 4:29
8. La via – 3:57
9. Meravigliosamente – 3:44
10. Un'altra notte – 3:37
11. Vero non vero – 3:51
12. Strade del nord – 4:04

## Classifiche
| Classifica (2005) | Posizione massima |
| ----------------- | ----------------- |
| Italia            | 33                |